# OTS 44
OTS 44 är en brun dvärg på omkring 170 ljusårs avstånd i stjärnbilden Kameleonten. Tills upptäckten av Cha 110913-773444 var det den minsta kända bruna dvärgen. OTS 44 har en massa på omkring 15 gånger Jupiters eller omkring 1,5% av solens.
Det finns indikationer på att OTS är omgiven av en skiva bestående av damm och partiklar av is och sten, en skiva som kan eventuellt utvecklas till ett solsystem.